# 메릴라 자레이
메릴라 자레이(페르시아어: مریلا زارعی, 영어: Merila Zarei, 1974년 4월 14일 ~ )는 이란의 배우이다. 파즈르 국제 영화제 크리스털 시무르그 여우주연상 2회(2014, 2017) 수상자이다.